# Glencoeleberis occultata
Glencoeleberis occultata är en kräftdjursart som beskrevs av Jellinek och Swanson 2003. Glencoeleberis occultata ingår i släktet Glencoeleberis och familjen Trachyleberididae. Inga underarter finns listade i Catalogue of Life.